# (6542) Jacquescousteau
(6542) Jacquescousteau – planetoida z pasa głównego asteroid okrążająca Słońce w ciągu 3,5 lat w średniej odległości 2,3 j.a. Została odkryta 15 lutego 1985 roku w Obserwatorium Kleť w pobliżu Czeskich Budziejowic przez Antonína Mrkosa. Nazwa planetoidy pochodzi od Jacques'a Cousteau (1910-1997), francuskiego badacza mórz i podróżnika. Nazwę zasugerował Miloš Tichý i Zdeněk Moravec. Przed jej nadaniem planetoida nosiła oznaczenie tymczasowe (6542) 1985 CH1.